# Råseglarhuset

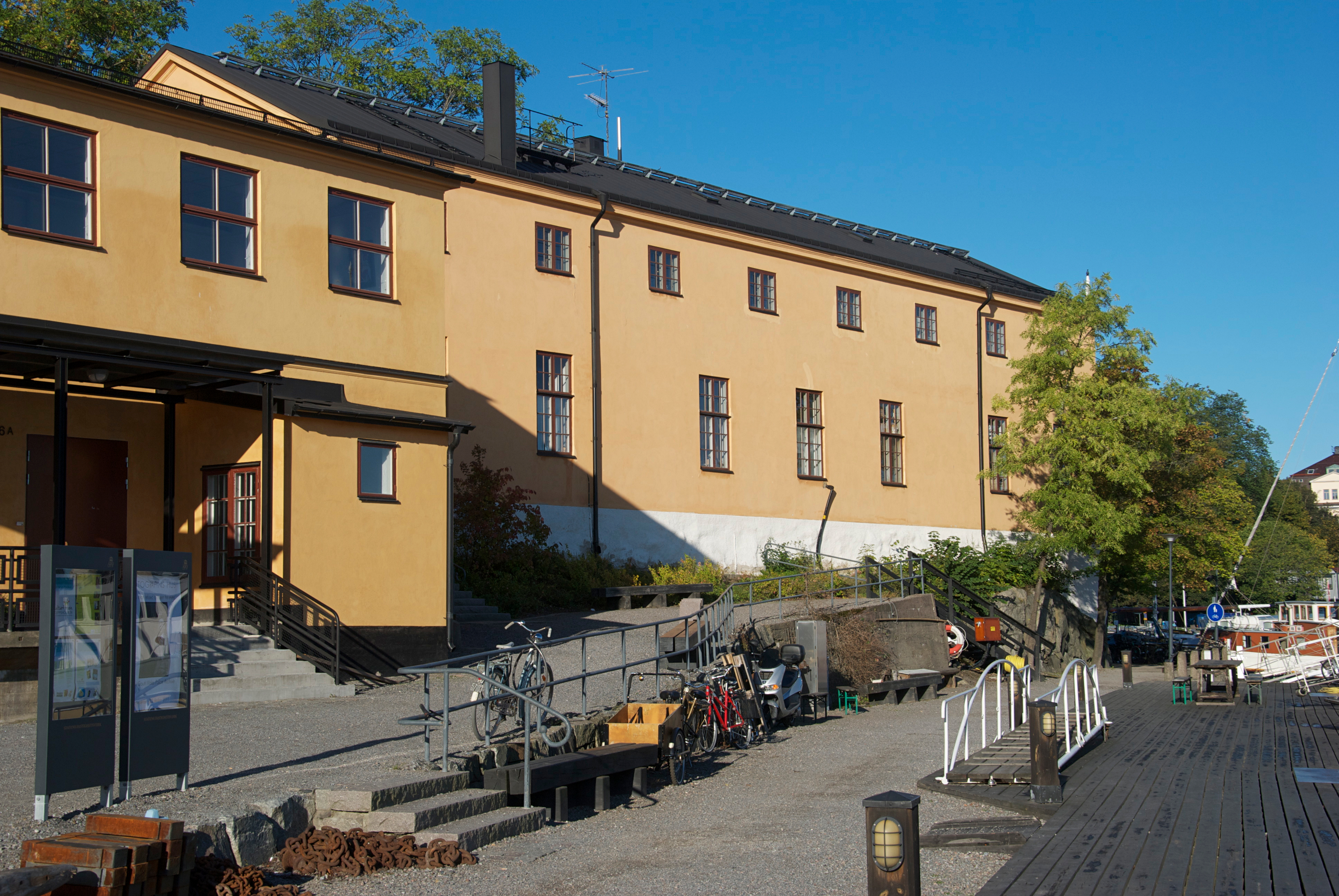
Råseglarhuset, september 2011.

Råseglarhuset, även kallad Tjärhuset är en byggnad på Skeppsholmen i Stockholm, belägen vid Slupskjulsvägen på öns norra sida. 
Råseglarhusets namn härrör från att det förvarades en gång upptackling (rigg) och klargöringspersedlar för Arméns flottas stockholmseskaders råseglare. Huset kallades även för Ostindiefararhuset . På 1660-talet fanns här två små byggnader som fungerade som så kallade torkhus i samband med det tågvirke som tillverkades i repslagarbanan på Skeppsholmen. Båda husen eldhärjades 1676 och 1697 och byggdes därefter ihop till en enda byggnad som kallades ”Tjärhuset”. 
Åren 1748–1749 genomfördes en genomgripande reparation och ombyggnad av huset efter ritningar av Carl Hårleman, i samband med denna ombyggnad höjdes huset med en våning. Därefter fungerade byggnaden som inventariekammare för Galärflottans råseglare. Galärernas inventarier förvarades i Norra och Södra fundamenten. 
Sitt nuvarande utseende fick byggnaden vid en ombyggnad 1854 som genomfördes efter ritningar av Flottans arkitekt Gustav Adolf Blom. Idag inhyser huset en butik för fartygs- och byggnadsvård, bland annat Pille Repmakar'ns riggverkstad.
Byggnaden är statligt byggnadsminne och förvaltas av Statens Fastighetsverk.